# 曉號驅逐艦 (吹雪型)
晓是大日本帝国海军的驱逐舰。为吹雪型（特型）第21号舰（III型1号舰）。在日本海军中继晓型驱逐舰1号舰与俘获自俄罗斯的山彦后，第三艘使用“晓”作为舰名的舰船。

## 舰历
1930年（昭和5年）2月于佐世保海军工厂动工。1932年（昭和7年）5月下水，同年11月竣工。在竣工同时编入第十驱逐队，和“狭霧”、“漣”共同行动。
1933年（昭和8年）10月编入第二水雷戦隊。1935年（昭和10年）11月成为预备舰，进行性能改善施工一直到翌年2月。
1937年（昭和12年）7月，第十驱逐队编入第二舰队第四水雷战队，于中日战争中从事中国北部的船队护航。同年9月第四水雷战队编入第三舰队，从事封锁中国南部沿海作战。同年10月，第四水雷战队编入第四舰队，参加杭州湾登陆作战。1938年（昭和13年）4月，第十驱逐队变更为预备驱逐队。
1939年（昭和14年）11月，第十驱逐队解散，“晓”与同型舰“响”，“雷”，“电”编入第六驱逐队共同行动。1940年（昭和15年）11月，第六驱逐队编入第一舰队第一水雷战队。
为备战太平洋战争，1941年（昭和16年）11月，加入南方部队本队，与“响”一同由佐伯湾出发。12月11日，进入金兰湾从事周边警戒。12月20日，参与支援林加延湾登陆作战。
1942年（昭和17年）1月11日，参与支援进攻西里伯斯岛万鸦老。后护航爪哇岛作战船队，参加巴达维亚海战等战役。3月10日，参加进攻菲律宾。3月17日于塔亚巴斯湾和驱逐舰“响”、“雷”一同，击沉美潜艇“大鲹鱼号”(USS Permit, SS-178)。其后，返回横须贺港。4月于浦賀入渠进行整备。编入北方部队后于5月22日，护航第四航空战队从徳山港出发，至大湊。6月7日，在基斯卡岛进攻作战中，负责护卫“隼鷹”至基斯卡岛。7月25日，在横须贺入港接受整备补给后，于大凑方面活动。
9月1日，作为航空母舰「瑞鳳」的警戒舰，从吴港出发，推进至特鲁克环礁；9日起护航航空母舰“雲鷹”往返于卡維恩两地。9月29日，自佐伯港护航运输船队至塞班岛。10月起加入瓜达尔卡纳尔岛增援。
10月25日，在瓜达尔卡纳尔岛运输作战中，与驱逐舰“雷”，“白露”攻击美国舰艇。虽成功击沉美大型拖船“塞米诺尔号”，但同时也受到陆上炮台攻击，击中3号炮塔下部，4人战死。
11月3日，从特鲁克环礁出发，护航第十一战队的战列舰“比叡”与”霧島“前往瓜岛，12日晚进入伦加锚地，13日凌晨2点左右在与美舰队交战中沉没（第三次所罗门海战）。于12月15日除籍。

### 战沉时情况
关于战沉时的情况有多种说法，其中基于生还者水雷长新屋德志中尉（海兵68期）证言的书中，有如下描述：
1942年11月13日，“晓”处于日本舰队先头位置，负责护卫战列舰。在接近美舰队的过程中，凌晨1时50分，也就是第三次所罗门海战第一夜战刚开始，“晓”使用探照灯照射美巡洋舰“亚特兰大号”。因此美舰队的炮弹目标皆集中到“晓”身上，后者一瞬间便陷入不能航行的状态。舰桥内虽然还有山田勇助司令、高须贺舰长、航海长、新屋水雷长及几位士官倖存，但包括炮术长及其部下，新屋水雷长部下全员战死，操舵装置损坏。新屋试图穿过混乱的舱内去舰船后部启动后备操舵装置，然而因火灾无法靠近。此后“晓”失去控制开始漂流，最终向右侧倾覆沉没。时间仅仅是在遭到炮击后15分钟左右。新屋从舰桥跳入海中，附近一直到早晨还有约三四十名生还者，但当美军登陆舰靠近救援俘虏时仅剩18人生还。这既是特III型，也是第六驱逐队最初的牺牲者。

## 性能改善施工
由于友鶴事件、第四艦隊事件的发生，特型驱逐舰的复原性、船体强度问题显现出来，包括本舰在内的特III型全体进行了彻底的改善施工。内容如下：
- 缩小舰桥结构
- 换装方位盘
- 拆除扫雷装置与舰上传话筒
- 换装舰桥上的测距仪
- 加装压载水舱
- 加强上部甲板
- 增设甲板支撑梁
- B型炮架更换为C型炮架

改善施工后，“晓”的公试排水量增加至2400吨，最大航速相比原先降低2节。然而除了航速外，没有再发现其他问题点。

## 歴代艦長

### 艤装員長
1. 高橋一松 少佐：1932年5月16日 -

### 艦長
1. 高橋一松 少佐：1932年8月20日 -
2. 橘正雄 少佐：1934年11月15日 - 1935年11月15日
3. （兼）小田為清 中佐：1935年11月15日 -
4. 成田忠良 中佐：1936年2月5日 -
5. 佐藤康夫 中佐：1936年12月1日 -
6. 篠田勝清 中佐：1937年7月6日 -
7. 荘司喜一郎 中佐：1937年10月8日 -
8. 小山猛夫 中佐：1938年5月16日 -
9. 川島良雄 少佐：1938年8月1日 -
10. 青木久治 少佐：1940年11月15日 -
11. 高須賀修 少佐：1942年4月13日 – 11月13日战死